# 2012-es katalán rali
A 2012-es katalán rali (hivatalosan: 48º Rally RACC Catalunya – Costa Daurada) volt a 2012-es rali-világbajnokság tizenharmadik, egyben utolsó futama. November 9. és november 11. között került megrendezésre, 18 gyorsasági szakaszból állt a verseny, melyek össztávja 405,46 kilométert tett ki. A versenyen 70 páros indult, melyből 52 ért célba.

## Szakaszok
| Nap              | Szakasz | Rajtidő (UTC+1) | Szakasz neve                 | Hossz    | Győztes                | Idő     | Átlagsebesség | Versenbyen vezető  |
| ---------------- | ------- | --------------- | ---------------------------- | -------- | ---------------------- | ------- | ------------- | ------------------ |
| 1. (November 9)  | 1.      | 7:45            | Gandesa                      | 7.00 km  | Jari-Matti Latvala     | 4:40.5  | 89.84 km/h    | Jari-Matti Latvala |
| 1. (November 9)  | 2.      | 8:10            | Pesells 1                    | 26.59 km | Ott Tänak Mads Østberg | 15:54.5 | 100.29 km/h   | Ott Tänak          |
| 1. (November 9)  | 3.      | 9:19            | Terra Alta 1                 | 44.02 km | Sébastien Loeb         | 30:37.3 | 86.25 km/h    | Mads Østberg       |
| 1. (November 9)  | 4.      | 13:35           | Pesells 2                    | 26.59 km | Evgeny Novikov         | 16:03.9 | 99.31 km/h    | Mads Østberg       |
| 1. (November 9)  | 5.      | 14:44           | Terra Alta 2                 | 44.02 km | Sébastien Loeb         | 31:19.0 | 84.34 km/h    | Mads Østberg       |
| 1. (November 9)  | 6.      | 17:00           | Salou                        | 2.00 km  | Mikko Hirvonen         | 2:35.7  | 46.24 km/h    | Mads Østberg       |
| 2. (November 10) | 7.      | 8:00            | La Mussara 1                 | 20.48 km | Jari-Matti Latvala     | 11:31.4 | 106.64 km/h   | Mads Østberg       |
| 2. (November 10) | 8.      | 9:15            | El Priorat 1                 | 45.97 km | Sébastien Loeb         | 26:20.0 | 104.74 km/h   | Sébastien Loeb     |
| 2. (November 10) | 9.      | 10:26           | Riba-roja d'Ebre 1           | 14.20 km | Sébastien Loeb         | 9:19.1  | 91.43 km/h    | Sébastien Loeb     |
| 2. (November 10) | 10.     | 13:51           | La Mussara 2                 | 20.48 km | Dani Sordo             | 11:23.2 | 107.92 km/h   | Sébastien Loeb     |
| 2. (November 10) | 11.     | 15:06           | El Priorat 2                 | 45.97 km | Dani Sordo             | 25:52.7 | 106.58 km/h   | Sébastien Loeb     |
| 2. (November 10) | 12.     | 16:17           | Riba-roja d'Ebre 2           | 14.20 km | Ott Tänak              | 9:32.0  | 89.37 km/h    | Sébastien Loeb     |
| 3. (November 11) | 13.     | 7:50            | Riudecanyes 1                | 16.35 km | Dani Sordo             | 10:33.9 | 92.85 km/h    | Sébastien Loeb     |
| 3. (November 11) | 14.     | 8:51            | Santa Marina 1               | 26.51 km | Dani Sordo             | 15:42.7 | 101.24 km/h   | Sébastien Loeb     |
| 3. (November 11) | 15.     | 9:47            | La Serra d'Almos 1           | 4.11 km  | Dani Sordo             | 2:37.1  | 94.18 km/h    | Sébastien Loeb     |
| 3. (November 11) | 16.     | 11:52           | Riudecanyes 2                | 16.35 km | Jari-Matti Latvala     | 10:30.7 | 93.32 km/h    | Sébastien Loeb     |
| 3. (November 11) | 17.     | 12:53           | Santa Marina 2 (Power stage) | 26.51 km | Jari-Matti Latvala     | 15:43.5 | 101.15 km/h   | Sébastien Loeb     |
| 3. (November 11) | 18.     | 13:49           | La Serra d'Almos 2           | 4.11 km  | Dani Sordo             | 2:38.3  | 93.47 km/h    | Sébastien Loeb     |

## Végeredmény
| Helyezés       | Versenyző            | Navigátor           | Autó                       | Idő       | Különbség | Pont |
| -------------- | -------------------- | ------------------- | -------------------------- | --------- | --------- | ---- |
| 1              | Sébastien Loeb       | Daniel Elena        | Citroën DS3 WRC            | 4:14:29.1 | 0.0       | 26   |
| 2              | Jari-Matti Latvala   | Miikka Anttila      | Ford Fiesta RS WRC         | 4:14:36.1 | 7.0       | 21   |
| 3              | Mikko Hirvonen       | Jarmo Lehtinen      | Citroën DS3 WRC            | 4:16:15.9 | 1:46.8    | 15   |
| 4              | Mads Østberg         | Jonas Andersson     | Ford Fiesta RS WRC         | 4:16:25.5 | 1:56.4    | 12   |
| 5              | Jarkko Nikara        | Jarkko Kalliolepo   | Mini John Cooper Works WRC | 4:30:37.0 | 16:07.9   | 10   |
| 6              | Craig Breen          | Paul Nagle          | Ford Fiesta S2000          | 4:32:39.5 | 18:10.4   | 8    |
| 7              | Chris Atkinson       | Glenn MacNeall      | Mini John Cooper Works WRC | 4:33:43.8 | 19:14.7   | 6    |
| 8              | Per-Gunnar Andersson | Emil Axelsson       | Proton Satria Neo S2000    | 4:34:45.2 | 20:16.1   | 4    |
| 9              | Dani Sordo           | Carlos del Barrio   | Mini John Cooper Works WRC | 4:40:09.7 | 25:40.6   | 4    |
| 10             | Evgeny Novikov       | Ilka Minor          | Ford Fiesta RS WRC         | 4:40:15.7 | 25:46.6   | 1    |
| SWRC           |                      |                     |                            |           |           |      |
| 1 (6)          | Craig Breen          | Paul Nagle          | Ford Fiesta S2000          | 4:32:39.5 | 0.0       | 25   |
| 2 (8)          | Per-Gunnar Andersson | Emil Axelsson       | Proton Satria Neo S2000    | 4:34:45.2 | 2:05.7    | 18   |
| 3 (15)         | Yazeed Al-Rajhi      | Michael Orr         | Ford Fiesta RRC            | 4:45:13.6 | 12:34.1   | 15   |
| 4 (17)         | Alastair Fisher      | Daniel Barritt      | Proton Satria Neo S2000    | 4:46:08.8 | 13:29.3   | 12   |
| 5 (20)         | Hayden Paddon        | John Kennard        | Škoda Fabia S2000          | 4:51:06.6 | 18:27.1   | 10   |
| PWRC           |                      |                     |                            |           |           |      |
| 1 (18)         | Benito Guerra        | Borja Rozada        | Mitsubishi Lancer Evo X    | 4:47:54.5 | 0.0       | 25   |
| 2 (22)         | Marcos Ligato        | Rubén García        | Subaru Impreza WRX STi     | 4:53:30.8 | 5:36.3    | 18   |
| 3 (25)         | Subhan Aksa          | Bill Hayes          | Mitsubishi Lancer Evo X    | 4:57:10.2 | 9:15.7    | 15   |
| 4 (27)         | Valeriy Gorban       | Andriy Nikolaev     | Mitsubishi Lancer Evo IX   | 4:58:40.4 | 10:45.9   | 12   |
| 5 (29)         | Lorenzo Bertelli     | Lorenzo Granai      | Subaru Impreza WRX STi     | 5:00:04.7 | 12:10.2   | 10   |
| 6 (31)         | Michał Kościuszko    | Maciej Szczepaniak  | Mitsubishi Lancer Evo X    | 5:06:00.9 | 18:06.4   | 8    |
| 7 (33)         | Yeray Lemes          | Rogelio Peñate      | Mitsubishi Lancer Evo X    | 5:08:28.9 | 20:34.4   | 6    |
| 8 (35)         | Ricardo Triviño      | Àlex Haro           | Subaru Impreza WRX STi     | 5:10:38.1 | 22:43.6   | 4    |
| 9 (36)         | Nicolás Fuchs        | Fernando Mussano    | Subaru Impreza WRX STi     | 5:11:14.5 | 23:20.0   | 2    |
| 10 (38)        | Gianluca Linari      | Andrea Cecchi       | Subaru Impreza WRX STi     | 5:16:04.4 | 28:09.9   | 1    |
| WRC Academy[†] |                      |                     |                            |           |           |      |
| 1              | José Antonio Suárez  | Cándido Carrera     | Ford Fiesta R2             | 3:46:51.3 | 0.0       | 26   |
| 2              | Pontus Tidemand      | Stig Rune Skjærmoen | Ford Fiesta R2             | 3:48:11.0 | 1:19.7    | 25   |
| 3              | Elfyn Evans          | Philip Pugh         | Ford Fiesta R2             | 3:50:13.6 | 3:22.3    | 18   |
| 4              | John MacCrone        | Stuart Loudon       | Ford Fiesta R2             | 3:55:32.8 | 8:41.5    | 14   |
| 5              | Timo van der Marel   | Erwin Berkhof       | Ford Fiesta R2             | 3:58:15.7 | 11:24.4   | 10   |
| 6              | Brendan Reeves       | Rhianon Smyth       | Ford Fiesta R2             | 4:00:13.6 | 13:22.3   | 8    |
| 7              | Aron Domzala         | Kacper Pietrusinski | Ford Fiesta R2             | 4:12:29.4 | 25:38.1   | —    |

- Megjegyzés: ↑ †:  – A WRC Akadémia versenyzői a ralinak csak az első két napján vettek részt.

## Szuperspeciál (Power Stage)
| Helyezés | Versenyző          | Idő     | Különbség | Átlagsebesség | Pont |
| -------- | ------------------ | ------- | --------- | ------------- | ---- |
| 1        | Jari-Matti Latvala | 15:43.5 | 0.0       | 101.15 km/h   | 3    |
| 2        | Dani Sordo         | 15:45.9 | 2.4       | 100.89 km/h   | 2    |
| 3        | Sébastien Loeb     | 15:54.2 | 10.7      | 100.02 km/h   | 1    |

## Külső hivatkozások
A verseny hivatalos honlapja

Eredmények az ewrc-results.com honlapon